# Lüsslingen
Lüsslingen est une localité et une ancienne commune suisse du canton de Soleure, située dans le district de Bucheggberg.

Vue aérienne de 1000 m par Walter Mittelholzer (1923)

## Histoire
La commune a fusionné le 1er janvier 2013 avec Nennigkofen pour former celle de Lüsslingen-Nennigkofen.